# Hermann Irgahn
Hermann Irgahn (* 21. Juni 1820 in Gransee; † 16. November 1906 in Hamm) war ein deutscher Jurist und Politiker.

## Leben
Als Sohn eines Steuerinspektors geboren, ging er auf die Gymnasien in Zittau, Halberstadt und Schweidnitz, bevor er Einjährig-Freiwilliger und später Offizier der Landwehr wurde. Während seines Studiums der Rechtswissenschaften in Berlin und Breslau wurde er 1840 Mitglied der Burschenschaft der Raczeks. Ab 1843 war er Auskultator am Kreisgericht Schweidnitz und dann am Oberlandesgericht Breslau, wo er 1847 zum Assessor befördert wurde. 1850 wurde er Staatsanwalt in Waldenburg und Landeshut, dann ab 1853 in Tilsit. Von 1855 bis 1858 war er für den Wahlkreis Tilsit Abgeordneter des Preußischen Abgeordnetenhauses. 1862 wurde er Oberstaatsanwalt am Stadt- und Kreisgericht Berlin. Nach der Station ab 1870 am Appellationsgericht Paderborn, ging er 1878 an das OLG Hamm. 1888 wurde er Geheimer Oberjustizrat und 1900 Ehrenbürger von Hamm. 1902 ging er als Wirklicher Geheimer Oberjustizrat und Exzellenz in den Ruhestand.